# Empis hyalinata
Empis hyalinata är en tvåvingeart som beskrevs av Johann Wilhelm Meigen 1830. Empis hyalinata ingår i släktet Empis och familjen dansflugor.
Artens utbredningsområde är Tyskland. Inga underarter finns listade i Catalogue of Life.